# مايا جاكسون راندال
مايا جاكسون راندال (بالإنجليزية: Maya Jackson Randall)‏ هي صحفية أمريكية، ولدت في 1979، وتوفيت في 26 فبراير 2013 في أتلانتا في الولايات المتحدة بسبب ابيضاض الدم.